# Ilan Debrabant
Ilan Debrabant (né le 14 janvier 2011 à Lambres-lez-Douai, dans le Nord,,) est un acteur français, domicilié à Aniche.

## Biographie
Ilan Debrabant est le fils de Vanessa Tamponi et de Lionel Debrabant. À 4 ans, c'est en regardant un film avec Bruce Willis autour d'une histoire d'enfant qu'il décide d'être acteur. Invité en 2015 à un premier casting,à Bruxelles où il se rend avec ses parents, il n'est pas retenu. Rémi Allier, jeune réalisateur et scénariste français, basé à Bruxelles leur dit de continuer, sa carrière est lancée.
En maternelle, sans savoir lire parfaitement, sa mère lui fait apprendre ses textes par cœur. Habitant dans le Nord à Aniche, il lui faut perdre les intonations locales. Le A de Dany Boon n'a rien à voir avec le A de Marion Cotillard, qui est sa mère dans le film Nous finirons ensemble.

## Filmographie

### Longs métrages
- 2018 : Roulez jeunesse de Julien Guetta : Kurt Dalmerac[5]
- 2019 : Nous finirons ensemble de Guillaume Canet : Nino
- 2020 : 10 jours sans maman de Ludovic Bernard : Maxime
- 2021 : Le Trésor du Petit Nicolas : Nicolas
- 2023 : Le Prix du passage : Enzo, fils de Natacha (jouée par Alice Isaaz)
- 2023 : 10 jours encore sans maman de Ludovic  Bernard : Maxime

### Courts métrages
- 2019 : Trailer notre combat de Malik Rizzer[6]
- 2020 : Les Baleines ne savent pas nager de Matthieu Ruyssen : Gabin[7]

### Séries
- 2019 : Profilage
- 2022 : Disparition inquiétante (E05 retour aux sources) : Elouan
- 2023: La Tribu : Léo